# Agricultura en Puerto Rico
La industria de agricultura en Puerto Rico constituye sobre $800 millones o aproximadamente 0.62% del producto doméstico bruto (PIB) de la isla en el 2020. Actualmente el sector constituye el 15% de la comida consumida localmente. Expertos de la Universidad de Puerto Rico argumentan que estos cultivos podrían cubrir aproximadamente 30% de la demanda local, particularmente la de vegetales más pequeños como tomates, lechuga, y varias clases de tubérculos que actualmente están siendo importados. La existencia de una economía agrícola próspera ha sido impedida debido a un cambio en prioridades hacia industrialización, burocratización, mal manejo de terrenos, carencia de métodos alternativos y una mano de obra deficiente. Su ubicación geográfica dentro del Caribe exacerba estos asuntos, haciendo los cultivos que ya son escasos, sufrir los efectos de devastadores de los huracanes Atlánticos.

## Historia

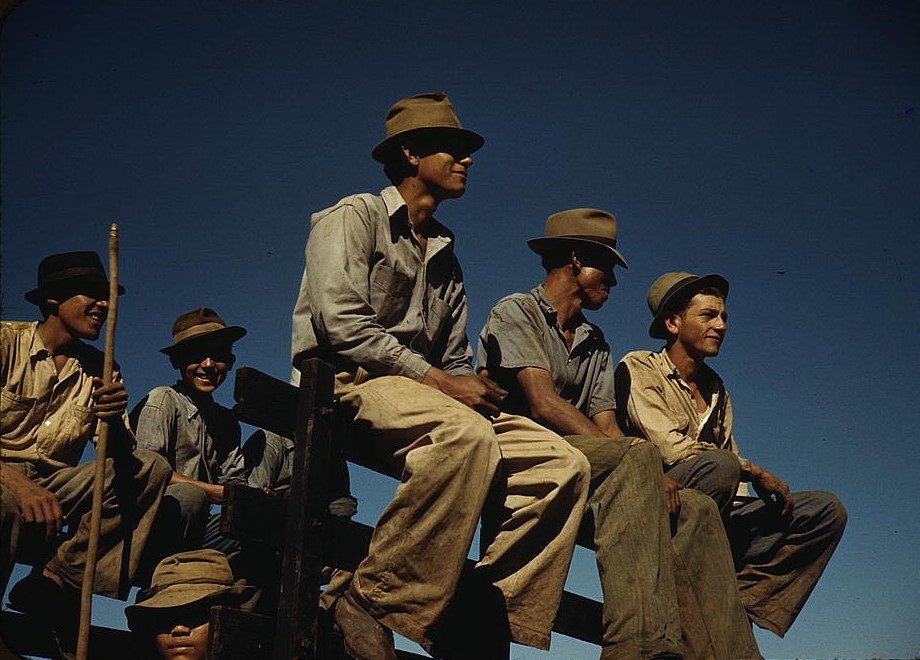
Trabajadores de caña de azúcar descansan en la hora del mediodía, Río Piedras. Fotografía por Jack Delano, un fotógrafo para la Administración de Seguridad de la Granja. Ca. 1941.

La agricultura consiste en la cultivación de plantas, crianza de animales y otras fuentes alimentarias que sostienen la vida. También implica crecer cultivos para otros propósitos. La producción de café, y producción de caña del azúcar en Puerto Rico ha tenido una historia turbulenta, afectada por huracanes y por su ubicación aislada, y su estado político como colonia de España y luego por los Estados Unidos.
En 1900, la mayoría de los productos agrícolas importantes en Puerto Rico eran "algodón, arroz, cacao, maíz, cocos, pimienta, plátanos, tabaco, tintes de vegetal, café, azúcar, piñas y vainilla".

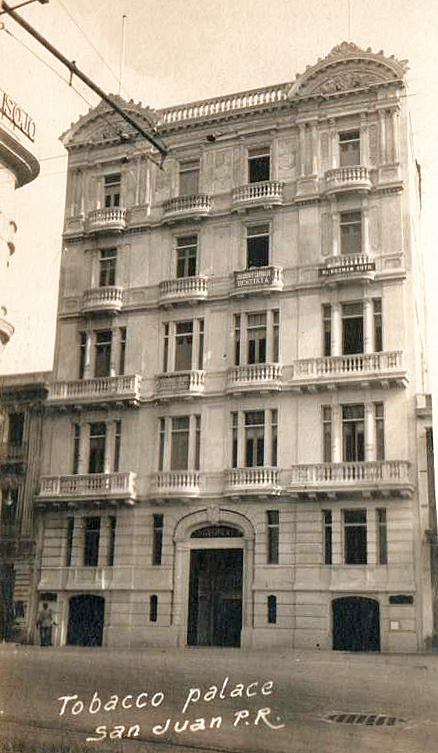
Palacio de tabaco en San Juan en 1917

En agosto de 1899, la agricultura sufrió graves estragos cuando dos huracanes impactaron la isla, el Huracán San Ciriaco en agosto 8, y otro huracán sin nombre en el 22 de agosto. Aproximadamente 3,400 personas murieron en las inundaciones y miles quedaron sin refugio, comida, o trabajo. Los efectos en la economía fueron significativos con millones de dólares en pérdidas debido a la destrucción de la mayoría de las cosechas de azúcar y de café. Después del paso del huracán casi 5.000 puertorriqueños emigraron a Hawái en el 1910 buscando trabajar en las plantaciones de azúcar de ese estado.
En la década de los 1940s y 1950s la agricultura continuó jugando una función crucial en la economía de la isla con 45% de la fuerza laboral  empleada dentro del sector en 1940. La cultivation de las piñas era significativa hasta el 1990s cuándo el comprador principal, Lotus, cerró.
En 2012,  habían 13,159 granjas en Puerto Rico. Aunque no es un estado, Puerto Rico es un miembro  de la Asociación de Comercio de Estados Unidos Del sur, una organización sin fines de lucro que asiste la industria agrícola en desarrollo sus exportaciones.. A principios del 2020, dueños de granjas en Ponce informaron del reto que es tener una fuerza laboral.

## Granjas nuevas
Debido a la crisis económica del 2009 y la susceptibilidad de Puerto Rico a huracanes, ha habido una urgencia para promover la creación de nuevas granjas en la isla. Aunque estas no son suficientes para producir a gran escala, la calidad de los productos es alta. La agricultura tiene una imagen más positiva entre personas jóvenes en Puerto Rico, aun así, en sitios como Ponce, donde el clima tiende a ser más caliente, dueños de granjas se quejan sobre la falta de empleados.
En septiembre del 2019, una iniciativa para disminuir la cantidad de café que es importado a Puerto Rico fue anunciada por la Federación hispánica, dirigiendo 1.500 puertorriqueños que cosechan café.